# 딕 스모더스

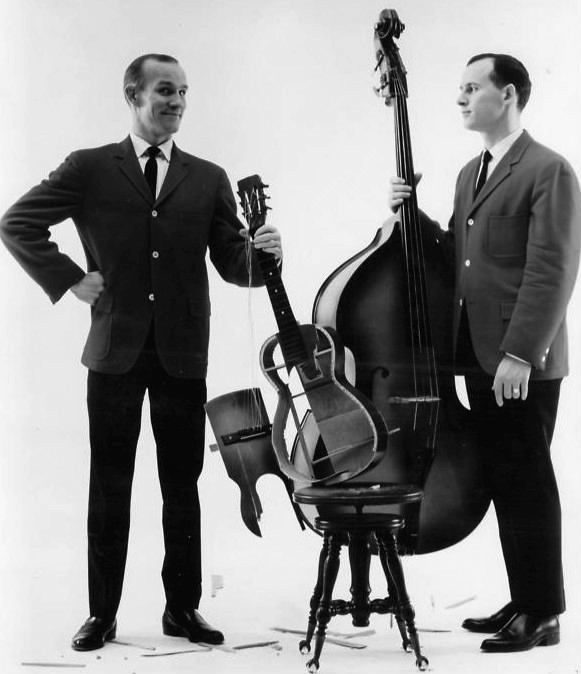

딕 스모더스(Dick Smothers, 1939년 11월 20일 ~ )는 미국의 작곡가, 레이싱 드라이버, 배우, 텔레비전 배우이다.
뉴욕에서 태어났다.

## 영화
- 인포먼트 (2009년)
- 미스터 웜스 - 돈 리클스 프로젝트 (2007년) - 본인 역
- 테일스 오브 더 랫 핑크 (2006년)
- 아리스토캣 (2005년)
- 카지노 (1995년) - 상원의원 역
- 스피드 존 (1989년)